# Оксанен, Вилье Елизарович
Ви́лхо Елиза́рович (Ви́лье) О́ксанен (1908, Пёутюя — 10 октября 1938, Свердловск) — советский лыжник финского происхождения, выступавший на всесоюзном уровне в середине 1930-х годов. Чемпион СССР в гонке на 20 км, представитель физкультурно-спортивного общества «Динамо», мастер спорта СССР по лыжным гонкам. Осуждён за шпионаж, расстрелян и впоследствии реабилитирован.

## Биография
Вилье Оксанен родился в 1908 году в общине Пёутюя Великого княжества Финляндского Российской империи.
В 1931 году бежал из Финляндии в Советский Союз, поселился в городе Свердловске, получил советское гражданство. Будучи хорошим лыжником, присоединился к свердловскому физкультурно-спортивному обществу «Динамо», где также являлся тренером по лыжному спорту.
Первого серьёзного успеха на всесоюзном уровне добился в сезоне 1934 года, когда вошёл в основной состав динамовской сборной и выступил на домашнем чемпионате СССР в Свердловске — завоевал бронзовую медаль в индивидуальной гонке на 30 км, уступив только армейцу Дмитрию Васильеву из Москвы и свердловчанину Трофиму Кадрилееву. Год спустя на всесоюзном первенстве в Москве выиграл награду бронзового достоинства в программе смешанной эстафеты 10 × 5 км, смешанная команда «Динамо» тогда проиграла лишь сборным РККА и ВЦСПС. Наибольшего успеха на всесоюзном уровне добился в сезоне 1936 года, когда на чемпионате СССР в Ленинграде одержал победу в гонке на 20 км — за это выдающееся достижение удостоен звания «Мастер спорта СССР» по лыжным гонкам.
По некоторым данным, помимо занятий спортом, Оксанен работал столяром в свердловском ГУЛАГе.
13 февраля 1938 года был арестован НКВД, 28 сентября признан виновным по статье 58-6 Уголовного кодекса РСФСР (шпионаж) и приговорён к высшей мере наказания. Расстрелян в Свердловске 10 октября того же года.
Реабилитирован посмертно 27 июля 1956 года. Справка о нём присутствует в первом томе «Книги памяти финнов», посвящённой репрессированным финнам в СССР.